# Faedo Valtellino
Faedo Valtellino ist eine Gemeinde (comune) in der italienischen Provinz (Lombardei) im Veltlin.

## Lage und Einwohner
Die Gemeinde liegt etwa 3,5 Kilometer ostsüdöstlich von der Provinzhauptstadt Sondrio und hat504 Einwohner (Stand 31. Dezember 2023). An der Nordspitze der Gemeinde findet sich der Flusslauf der Adda. 
Die Nachbargemeinden sind Albosaggia, Montagna in Valtellina, Piateda und Sondrio.